# Hexodon patella
Hexodon patella är en skalbaggsart som beskrevs av Gilbert John Arrow 1912. Hexodon patella ingår i släktet Hexodon och familjen Dynastidae. Inga underarter finns listade i Catalogue of Life.